# Ruggero Leoncavallo
Ruggiero (Ruggero) Leoncavallo (1857-1919) là nhà soạn nhạc, nghệ sĩ piano, thầy giáo hòa thanh người Ý. Ông là một trong những đại diện tiêu biểu của trường phái opera Ý hiện thực cuối thế kỷ XIX

## Cuộc đời và sự nghiệp
Ruggiero Leoncavallo học âm nhạc tại Nhạc viện Naples. Năm 1876, ông hoàn thành vở opera đầu tiên nhưng không thành công, phải chuyển sang dạy hát, đánh đàn cho các quán cà phê tại Anh, Pháp, Đức, Hà Lan và Ai Cập, đồng thời vẫn tiếp tục sáng tác. Sau khi hoàn thành vở opera Paillasse (Chiếc nệm rơm) dựa theo libretto ông tự viết, ông nổi tiếng khắp thế giới. Sau đó, ông đi lưu diễn khắp châu Âu và châu Mỹ, tự chỉ huy vở diễn của mình.

## Phong cách sáng tác
Ruggero Leoncavallo, trong các tác phẩm xuất sắc nhất của mình, luôn hướng về những chủ đề của những người bình dân, tô đậm những xung đột kịch tính, giai điệu giàu sức diễn cảm.

## Các sáng tác
Ruggiero Laoncavallo đã viết:
- Khoảng 20 vở opera như:

- Chiếc nệm rơm (1892)
- Người đàn bà phóng đãng (La bohème-1897)
- Zaza (1900)

- Vở ballet Cuộc đời con rối
- Bản Requiem
- hai bản thơ giao hưởng
- Các tiểu phẩm cho piano
- Những bản romance

## Danh mục tác phẩm

### Opera
- Pagliacci – ngày 21 tháng 5 năm 1892, Teatro Dal Verme, Milan.
- I Medici – ngày 9 tháng 11 năm 1893, Teatro Dal Verme, Milan). (The first part of the uncompleted trilogy, Crepusculum.)
- Chatterton – ngày 10 tháng 3 năm 1896, Teatro Argentina, Rome. (Revision of a work written in 1876.)
- La bohème – ngày 6 tháng 5 năm 1897, Teatro La Fenice, Venice.
- Zazà – ngày 10 tháng 11 năm 1900, Teatro Lirico, Milan.
- Der Roland von Berlin – ngày 13 tháng 12 năm 1904, Städtische Oper, Berlin.
- Maïa – ngày 15 tháng 1 năm 1910, Teatro Costanzi, Rome.
- Zingari – ngày 16 tháng 9 năm 1912, Hippodrome, London.
- Mimi Pinson – 1913, Teatro Massimo, Palermo. (Revision of La bohème.)
- Goffredo Mameli – ngày 27 tháng 4 năm 1916, Teatro Carlo Felice, Genoa. (Note that the Fondazione Leoncavallo classes this as an opera rather than an operetta.[4])
- Edipo re – ngày 13 tháng 12 năm 1920, Chicago Opera. (Produced after the composer's death, at very least orchestration not by Leoncavallo, completed or perhaps composed by Giovanni Pennacchio)

### Operetta

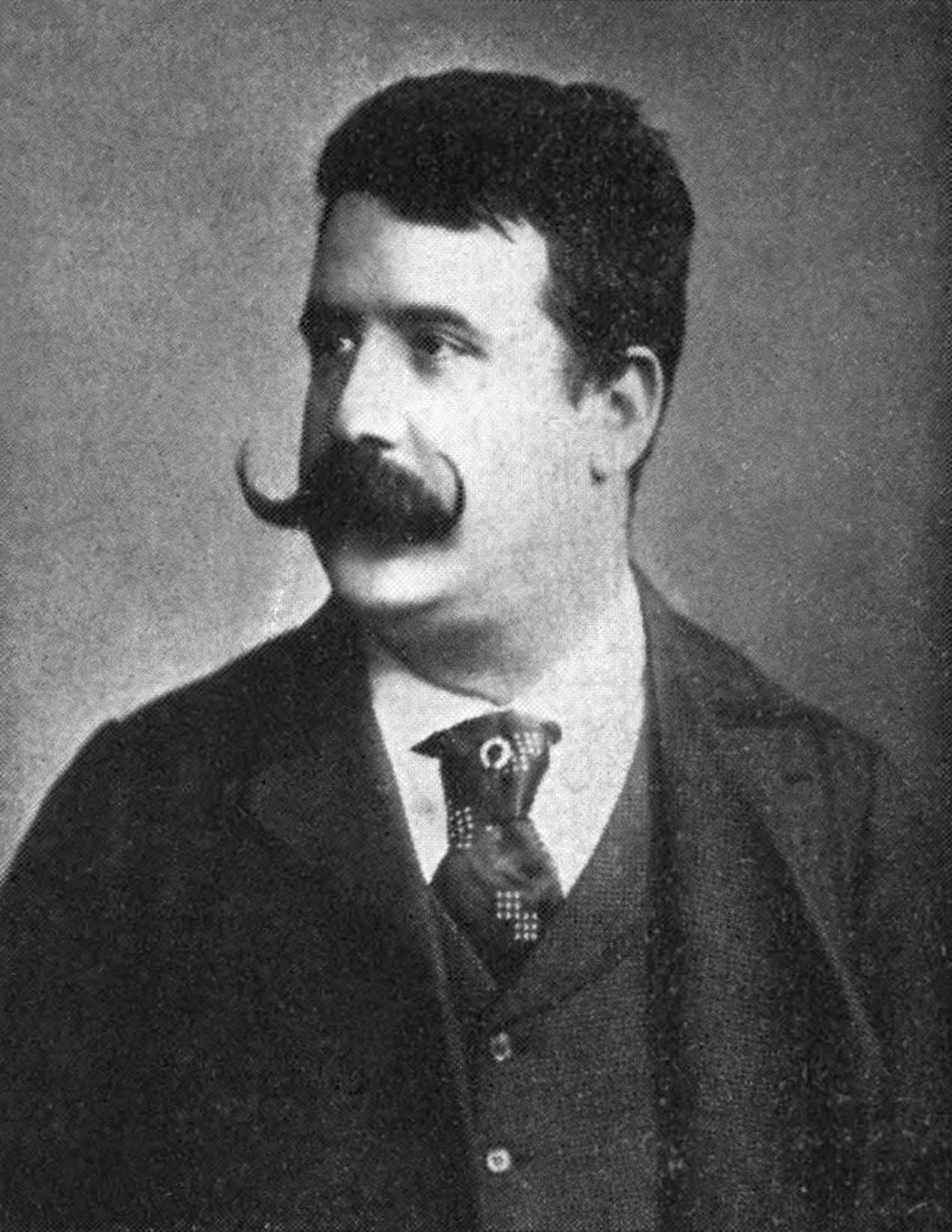
Ruggero Leoncavallo

- La jeunesse de Figaro – 1906, USA
- Malbrouck – ngày 19 tháng 1 năm 1910, Teatro Nazionale, Rome.
- La reginetta delle rose – ngày 24 tháng 6 năm 1912, Teatro Costanzi, Rome.
- Are You There? – ngày 1 tháng 11 năm 1913, Prince of Wales Theatre, London.
- La candidata – ngày 6 tháng 2 năm 1915, Teatro Nazionale, Rome.
- Prestami tua moglie – ngày 2 tháng 9 năm 1916, Casino delle Terme, Montecatini. (English title: Lend me your wife.)
- A chi la giarrettiera? – ngày 16 tháng 10 năm 1919, Teatro Adriano, Rome. (English title: Whose Garter Is This?) Produced after the composer's death.
- Il primo bacio – ngày 29 tháng 4 năm 1923 Salone di cura, Montecatini. Produced after the composer's death.
- La maschera nuda  – ngày 26 tháng 6 năm 1925 Teatro Politeama, Naples. Produced after the composer's death.

### Tác phẩm khác
- La nuit de mai – poème symphonique for tenor and orchestra after Alfred de Musset, Paris 1886 (also performed and recorded in 1990 and – with Plácido Domingo – in 2010)
- Séraphitus Séraphita – Poema Sinfonico after Honoré de Balzac, Teatro alla Scala, Milan 1894